# Canon EOS D30
Pour les articles homonymes, voir D30.
D2000
D6000 D60
1D
Le Canon EOS D30 est un appareil photographique reflex numérique à objectifs interchangeables semi-professionnel au format APS-C produisant des photos de 3,11 mégapixels commercialisé par Canon en octobre 2000.
Cet appareil appartient à la gamme Canon EOS (Electro Optical System). Il est le premier reflex numérique entièrement fabriqué par Canon. Il est le successeur des EOS D2000 et EOS D6000 qui embarquaient un capteur Kodak dans un dos numérique (en) et le prédécesseur de l'EOS 1D.

## Caractéristiques
- Capteur CMOS (APS-C) 22,7 × 15,1 mm
- Définition utile de 3,1 mégapixels
- Définition maximale 2176 × 1448
- Facteur de conversion de focale 1,6 ×
- Objectifs Canon EF uniquement
- autofocus à 3 points
- Sensibilité ISO : 100, 200, 400, 800, 1600
- vitesse d'obturation allant de 30 s à 1/4 000 de seconde
- Exposition TTL sur 35 zones : évaluative, pondérée centrale, partielle
- Compensation de l'exposition -2 EV à +2 EV par 1 / 3 EV ou 1 / 2 EV
- Balance des blancs automatique (plus 5 positions et préréglage manuel)
- Viseur pentaprisme
- écran couleur TFT à cristaux liquides de 46 mm
- Flash intégré
- 3 images par seconde en mode rafale (max. 8 images)
- Dimensions (L×H×P) : 149,5 × 106,5 × 75 mm
- Poids (boîtier seul) : 780 g
- Poignée d'alimentation BG-ED3 en option

## Accessoires

### Flash
L'EOS D30 est compatible avec tous les flashes de la gamme Canon Speedlite.

### Objectifs
L'EOS D30 est compatible avec tous les objectifs Canon EF mais pas les EF-S.

### Poignée d'alimentation
Il existe un grip (poignée) pour l' EOS D30 : le grip Canon BG-ED3.